# کیشی-کاروی
کیشی-کاروی (به قزاقی: Kishi-Karoy) یک دریاچه در قزاقستان است که در دشت ایشیم واقع شده‌است.